# Telchinia kalinzu
Telchinia kalinzu is een vlinder uit de familie van de Nymphalidae. De wetenschappelijke naam van de soort is voor het eerst gepubliceerd in 1936 door Geoffrey Douglas Hale Carpenter.
De soort komt voor in Congo Kinshasa, West-Oeganda, Rwanda en Noordwest-Tanzania.